# Aname tenuipes
Espèce
Aname tenuipes est une espèce d'araignées mygalomorphes de la famille des Anamidae.

## Distribution
Cette espèce est endémique d'Australie. Elle se rencontre en Australie-Occidentale au Goldfields-Esperance vers la réserve naturelle de Dundas, Kambalda et Cyclone et en Australie-Méridionale vers les lacs Serpentine.

## Description
Le mâle holotype mesure 23,1 mm.

## Systématique et taxinomie
Cette espèce a été décrite par Wilson, Rix et Harvey en 2023.

## Publication originale
- Wilson, Rix & Harvey, 2023 : « Description of five new Aname L. Koch, 1873 (Araneae, Anamidae) species collected on Bush Blitz expeditions. » European Journal of Taxonomy, vol. 890, p. 1-22 (texte intégral).